# Torre Sacrest al carrer Bisbe Vilanova, 4 (Olot)
La Torre Sacrest al carrer Bisbe Vilanova, 4 és una obra d'Olot (Garrotxa) protegida com a bé cultural d'interès local. Abans l'anomenaven "Sureda".

## Descripció
La casa està rodejada de jardí. És de planta quadrada i té molta decoració clàssica. Les finestres estan molt decorades a la part alta i també les baranes de pedra. Té una cornisa sobre la qual hi ha uns cercles decorats. La teulada té quatre vessants, però al mig hi ha una torre-mirador amb columnes i arcs de mig punt -un a cada costat-. El seu repertori formal és neoclàssic i presenta una tipologia inspirada en una sèrie de masos de la comarca: casa de planta quadrada, amb teulada a quatre vessants i torre-mirador.